# Zavealivka, Sofiivka
Zavealivka (în ucraineană Зав`ялівка) este un sat în comuna Ordo-Vasîlivka din raionul Sofiivka, regiunea Dnipropetrovsk, Ucraina.

## Demografie
Componența lingvistică a localității Zavealivka
     Ucraineană (99,01%)
     Alte limbi (0,99%)
Conform recensământului din 2001, majoritatea populației localității Zavealivka era vorbitoare de ucraineană (99,01%), existând în minoritate și vorbitori de alte limbi.